# Cartledge
Cartledge är ett berg i Antarktis. Det ligger i Östantarktis. Australien gör anspråk på området. Toppen på Cartledge är 1 503 meter över havet.
Terrängen runt Cartledge är platt åt sydväst, men åt nordost är den kuperad. Trakten är obefolkad. Det finns inga samhällen i närheten. 